# Pi1 Orionis
Pi1 Orionis, eller 7 Orionis, är en av stjärnorna som bildar asterismen Orions sköld, i stjärnbilden Orion. Den är den översta stjärnan i skölden och har magnitud 4,66. Stjärnan är blåvit av spektraltyp A3V, 121 ljusår från jorden.